# Тальяни, Эмидио
Эмидио Тальяни (итал. Emidio Taliani; 19 апреля 1838, Монтегалло, Папская область — 24 августа 1907, там же) — итальянский куриальный кардинал. Титулярный архиепископ Севастии с 22 июня 1896 по 22 июня 1903. Апостольский нунций в Австро-Венгрии с 24 июля 1896 по 22 июня 1903. Кардинал-священник с 22 июня 1903, с титулом церкви Сан-Бернардо-алле-Терме с 12 ноября 1903. 